# Henrique Cymerman
Henrique Cymerman Benarroch (Porto, 23 de março de 1959) é um jornalista, escritor, diretor, conferencista e professor universitário português de nacionalidades portuguesa, espanhola e israelita que trabalha como correspondente do Médio Oriente para a La Vanguardia, Mediaset España, Antena 3, SIC e GloboNews. Além disso também escreveu o livro Vozes no Centro do Mundo. É fluente em cinco idiomas: inglês, espanhol, português, francês e hebraico.

## Biografia
Henrique Cymerman, nascido na cidade do Porto, de pais judeus de ascendência polaca e marroquina, é neto de um judeu polaco que perdeu tudo devido ao Holocausto e que se fixou em Portugal. É filho de Ozias Leão Cymerman e de Cotta Benarroch (uma espanhola de Málaga) e irmão do também jornalista Carlos Cymerman. Aos 16 anos decidiu ir para Israel sozinho. Licenciou-se na Universidade de Tel Aviv em Ciências Sociais, seguindo-se o Mestrado em Ciências Políticas e Sociologia. Foi docente na mesma universidade, onde aperfeiçoou o seu conhecimento de hebraico e árabe, até que foi contratado em 1982 pelo jornal israelita Maariv para trabalhar como correspondente na Península Ibérica.
Os seus laços com Portugal não foram cortados apesar da distância e da vida ocupada que leva, sendo que é correspondente para a SIC. Desempenha igualmente esse papel para a Mediaset España, para o La Vanguardia e GloboNews. Também surge em inúmeras ocasiões na BBC assim como nos canais israelitas e palestinianos. É em 2014 que se decide pela Mediaset España em detrimento da Antena 3 depois de trabalhar para eles mais de 20 anos. Dá conferências por todo o Mundo e também é professor de Governo, Diplomacia e Estratégia na Universidade israelita IDC. Foi o autor da última entrevista realizada a Isaac Rabin, 24 horas antes do primeiro-ministro ter sido assassinado. Já entrevistou outras personalidades importantes como, por exemplo, o Papa Franscisco.

## Henrique Cymerman e o Médio Oriente
Tem coberto os acontecimentos atuais no Médio Oriente por mais de 25 anos. Consequentemente, desenvolveu muitas relações de confiança com os líderes políticos em Israel, no Médio Oriente e no mundo árabe, tendo servido de mediador único entre as nações envolvidas no conflito árabe-israelita.
Entre 2005 e 2012, publicou o livro Vozes do Centro do Mundo: O conflito árabe-israelita contado pelos seus protagonistas (Prime Books, 2004) em seis idiomas (espanhol, português, hebraico, árabe, português do Brasil e inglês). O livro inclui entrevistas com personagens fundamentais na região, tais como Yasser Arafat; Shimon Peres; o líder do Hamas, Ahmed Yassin; Omar bin Laden, o filho de Osama bin Laden; Mahmoud Abbas e a última entrevista de Isaac Rabin.
Cymerman afirma que o Médio Oriente está a passar por um dos momentos mais difíceis desde a Segunda Intifada: o processo de paz promovido pelos Estados Unidos está num impasse, principalmente porque nunca tiveram sucesso em unir ambas as partes do conflito e por causa da insistência em perseguir um caminho bilateral em vez de adotar uma abordagem regional, onde Israel se aliaria aos Sunitas.
Realizou ainda a série de documentários Jihad Now (2016), na qual ele explora as raízes do Islão radical, al-Qaeda e Estado Islâmico.

## Henrique Cymerman e o Papa Francisco
Em Junho de 2013, encontrou-se com o Papa Francisco, tendo-lhe sugerido uma visita à Terra Santa.
A viagem do Papa Francisco à Terra Santa ocorreu de 24 a 26 de Maio de 2014. Cymerman, que se tornou admirador da capacidade de liderança do Papa, sugeriu ainda que organizasse um encontro entre o presidente palestiniano Mahmoud Abbas e o presidente israelita Shimon Peres, o qual o Papa propôs tornar numa “cerimónia de oração” a ter lugar na “sua casa”, o Vaticano. Ambos os líderes aceitaram. Esta cerimónia foi de imediato qualificada pelo Le Figaro como um gesto histórico sem precedentes a favor da paz entre israelitas e palestinianos.
Foi ainda co-autor com Jorge Reis-Sá no livro Francisco: de Roma a Jerusalém (Guerra e Paz, 2014), um livro que narra a viagem do Papa Francisco à Terra Santa.

## Distinções
- Comendador da Ordem do Infante D. Henrique (9 de junho de 2006)[12]
- Ordem do Mérito Civil de Espanha (2012)[13]
- Prémio Godó de Periodismo da Fundación Conde de Barcelona (2009)[14]
- Prémio Direitos Humanos da Advocacia do Conselho Geral da Advocacia Espanhola (2014)[15]
- Prémio Daniel Pearl da Liga Antidifamação (2012)[16]
- Prémio New York Festivals (1997) na categoria de Programas Noticiosos de Televisão| Melhor Documentário pelo seu trabalho Um bombista suicida no quarto das crianças